# Stazione undici
Stazione undici (Station Eleven) è un romanzo di fantascienza postapocalittica della scrittrice Emily St. John Mandel pubblicato nel 2014.
Il romanzo si colloca venti anni dopo che una catastrofica pandemia influenzale ha devastato l'umanità uccidendo il 99% della popolazione mondiale. La protagonista si sposta tra gli insediamenti dei sopravvissuti con una piccola compagnia di attori e musicisti finché non si imbatte in un equivoco profeta che mette in pericolo il gruppo di artisti.

## Storia editoriale
Il romanzo è il quarto pubblicato dalla scrittrice; nel 2015 l'opera ha ricevuto il Premio Arthur C. Clarke, è stata selezionata per il British Fantasy Awards e per il premio canadese Sunburst Award, nonché finalista al Premio John Wood Campbell Memorial.
Nel 2020 l'autrice ha pubblicato il romanzo L'hotel di cristallo (The Glass Hotel), da considerarsi come il seguito di Stazione undici.

## Trama
(Emily St. John Mandel, Stazione undici)
Durante la rappresentazione del Re Lear all'Elgin and Winter Garden Theatre nel Theatre District di Toronto, l'aspirante paramedico Jeevan Chaudhary si accorge che l'attore protagonista, Arthur Leander, sta avendo un infarto mentre è in scena. Jeevan interviene cercando inutilmente di rianimare Arthur, che muore sul palcoscenico. Jeevan conforta una giovanissima attrice, la bambina Kirsten Raymonde. Dopo aver lasciato il teatro, Jeevan riceve una chiamata da un amico, medico d'urgenza in un ospedale di Toronto; l'uomo, sconvolto, avvisa Jeevan che una mortale influenza originatasi in Russia, la "Georgiana", si sta diffondendo rapidamente e non lascia scampo ai contagiati. Jeevan fa scorta di provviste e raggiunge il fratello Frank, ex giornalista rimasto paralizzato a seguito di incidente, barricandosi nel suo appartamento. Molti della troupe teatrale moriranno entro le tre settimane successive, contagiate dalla Georgiana. Terminate le provviste, Frank, non volendo essere di peso al fratello, si toglie la vita. Jeevan abbandona l'appartamento e lascia Toronto.
Vent'anni dopo, Kirsten fa parte di un gruppo itinerante di attori unitosi a una banda militare; la donna che aveva otto anni quando la Georgiana si è diffusa, ricorda poco della sua vita prima dell'epidemia e dei primi tragici anni successivi, trascorsi con il fratello, successivamente morto. Kirsten ha però memoria di Arthur e fruga nelle case abbandonate alla ricerca di ritagli di giornale che raccontino la storia e le vita del famoso attore; la donna conserva con cura e rilegge continuamente alcuni fascicoli di fumetti regalatigli da Arthur prima della sua morte, parte di una graphic novel intitolata Stazione undici. La compagnia teatrale e l’orchestra percorrono ciclicamente la regione dei Grandi Laghi, eseguendo spettacoli nei piccoli insediamenti di sopravvissuti. La troupe intende riunirsi con due membri che due anni prima hanno lasciato nella cittadina di St. Deborah by the Wather: Charlie, incinta e suo marito Jeremy. All'arrivo nella cittadina, le cose sono molto cambiate rispetto a due anni prima: St. Deborah by the Wather è ora governata del Profeta, un equivoco uomo che convive con diverse ragazze che ritiene sue "mogli" e che esilia tutti coloro che non si piegano al fondamentalismo cristiano. Anche Charlie, Jeremy e la piccola bambina nata dalla coppia, sono stati esiliati un anno prima e nessuno è disposto a dare loro informazioni più dettagliate. La Direttrice a capo della troupe, intuendo il pericolo, decide di abbandonare rapidamente la cittadina e di dirigersi verso l'aeroporto di Severn City, un insediamento dove credono di poter trovare i loro amici scomparsi. Poco dopo, durante una sosta, scoprono che la dodicenne Eleanor si è introdotta clandestinamente, durante la precipitosa partenza, dentro uno dei loro carri per fuggire alle brame del Profeta che la vuole come quinta moglie. La Direttrice impone turni di guardia serrati, temendo che gli uomini del Profeta possano attaccarli per riprendersi la bambina; le cautele non sono sufficienti poiché alcuni membri della troupe iniziano a scomparire, tra cui Sayid, l'ex compagno di Kirsten. La carovana di artisti è costretta a fuggire rapidamente mentre Kirsten e il suo amico August allontanatasi in perlustrazione, rimangono isolati. I due proseguono verso Severn City, sperando di ricongiungersi con gli altri.
Kirsten ignora che il fumetto Stazione undici era un progetto della prima moglie di Arthur, Miranda Carroll, a cui lei stava lavorando da anni e che era ancora inedito. Quattordici anni prima del crollo della civiltà Miranda, nata e vissuta sulla stessa isola natale di Arthur, Delano, vicino Vancouver, lo aveva sposato per poi divorziare dopo essersi resa conto della sua relazione con l'attrice Elizabeth Colton. La notte in cui Miranda aveva scoperto l'adulterio, era uscita di casa sconvolta e aveva chiesto a un paparazzo appostato fuori una sigaretta. Il paparazzo era Jeevan. Anni dopo, quando Jeevan sta cercando di reinventarsi come giornalista di intrattenimento, Arthur gli aveva concesso un'intervista esclusiva nella quale aveva rivelato la relazione con un'altra donna e aveva anticipato la separazione da Elizabeth con la quale aveva avuto un figlio, Tyler. Jeevan riflette su questo mentre è asserragliato nell'appartamento del fratello Frank. Dopo aver lasciato Toronto Jeevan intraprende un viaggio verso sud e, dopo molti anni, trova un nuovo insediamento in Virginia, dove si sposa e diventa il medico della città.
In uno dei tanti flashback, si apprende che, subito dopo la morte di Arthur, il suo migliore amico, Clark Thompson, aveva informato Elizabeth che il suo ex marito era deceduto. Clark, Elizabeth e Tyler per caso, si ritrovano sullo stesso volo in partenza da New York, diretti a Toronto per partecipare al funerale dell'attore. Il velivolo è costretto a dirottare all'aeroporto di Severn City a causa della pandemia. I passeggeri, bloccati sull'aeroporto, creano un insediamento nell'aerostazione. Col passare del tempo, Clark organizza sul posto il Museo della Civiltà, dove raccoglie oggetti testimonianza di un passato perduto. Mentre la maggior parte dei sopravvissuti si adatta alla nuova vita, seppure con difficoltà, Elizabeth e Tyler abbracciano il fanatismo religioso, convinti che l'epidemia si sia scatenata per volere di Dio e abbandona l'aeroporto in compagnia di una setta religiosa di passaggio.
Kirsten e August sono in cammino verso l'aeroporto di Severn City quando si accorgono di essere seguiti da alcuni uomini del Profeta che tengono in ostaggio Sayid. August e Kirsten riescono ad avere la meglio sugli uomini del Profeta e a liberare Sayid. Questi spiega che uno degli ostaggi della compagnia, Dieter, è stato ucciso. Il trio riparte velocemente verso l'aeroporto quando cadono in un agguato del Profeta, scortato da due suoi uomini. Kristen viene catturata mentre August e Sayid si mantengono nascosti. Il Profeta sta per uccidere la donna ma, durante il confronto finale, cita alcuni passaggi del fumetto. Kristen risponde citando a sua volta una frase di Stazione undici, distraendo il Profeta il tempo necessario per far sì che August colpisca con una freccia uno dei due sgherri mentre il secondo, preso da una crisi di coscienza, spara al Profeta a bruciapelo, per poi togliersi la vita.
Il trio prosegue per Severn City e, giunto sul luogo, si ricongiunge con l'orchestra che era stata costretta a cambiare strada, percorrendo sentieri poco battuti, per evitare gli uomini del Profeta, incaricati di riportare indietro, ad ogni costo, la giovane Eleanor. Qui Kirsten ritrova  Charlie e la sua famiglia e conosce Clark che gli mostra il Museo della Civiltà. Dal racconto di Kristen, Clark capisce che il Profeta altri non era che Tyler che aveva anche lui ricevuto, anni prima, una copia del fumetto di Miranda dal padre Arthur. Clark porta Kirsten sulla torre di controllo dell'aeroporto, dove grazie a un telescopio, le mostra che c'è una città a sud illuminata da luci elettriche, suggerendo che la civiltà sta cominciando a riorganizzarsi. Cinque settimane dopo, Kirsten parte con la l'orchestra e consegna a Clark un fascicolo di Stazione undici affinché la conservi, fino al suo ritorno, nel museo. Clark, leggendo il fumetto, si accorge che una delle vignette riproduce la scena di una cena a casa di Arthur e Miranda cui lui aveva preso parte.

## Opere derivate
Dal romanzo è stata tratta l'omonima serie televisiva statunitense, trasmessa su HBO Max il 16 dicembre 2021.

## Edizioni
- (EN) Emily St. John Mandel, Station Eleven, New York, Alfred A Knopf, settembre 2014, ISBN 978-0-385-35331-1.
- Emily St. John Mandel, Stazione undici, traduzione di Milena Zemira Ciccimarra, Narratori stranieri, Milano, Bompiani, 2015, ISBN 9788845280382.
- (DE) Emily St. John Mandel, Das Licht der letzten Tage, traduzione di Wibke Kuhn, Monaco di Baviera, Piper, 2015, ISBN 978-3-492-06022-6.
- (FR) Emily St. John Mandel, Station Eleven, traduzione di Gérard de Chergé., Parigi, Rivages, 2016, ISBN 978-2-7436-3755-2.